# Panico (film)
Panico (Panique) è un film del 1946 diretto da Julien Duvivier.
La pellicola, adattamento dal romanzo di Georges Simenon Il fidanzamento del signor Hire  (1933), è stata presentata alla Manifestazione Internazionale d'Arte Cinematografica di Venezia dove ha avuto una menzione speciale dalla commissione internazionale dei giornalisti.
Prima realizzazione francese, dopo il ritorno di Duvivier dagli Stati Uniti d'America, il film non ebbe successo commerciale, anche se ora viene considerato, soprattutto per l'atmosfera e per l'interpretazione di Michel Simon, come uno dei suoi più interessanti, legato com'è al pessimismo verso la folla (la stessa gente che aveva aderito ciecamente ai fascismi europei e al razzismo), in cerca di colpevoli per riscattarsi.

## Trama
Periferia di Parigi. Il misantropo e quasi inquietante Monsieur Hire è sospettato, a torto, di un crimine contro una cameriera. La bella Alice, il cui amante Alfred è il vero colpevole, che, per proteggere questo e approfittando dell'ammirazione di Hire verso di lei, cerca di deviare i sospetti verso di lui. La folla inferocita, a caccia d'innocenti, lo spinge a rifugiarsi sui tetti del palazzo da cui scivola e resta appeso alla grondaia, poi proprio mentre arrivano i pompieri che potrebbero salvarlo, cade o forse si uccide. La scoperta di una fotografia che portava in tasca rivela chi era l'assassino.

## Produzione

### Riprese
Gli interni sono stati girati a Nizza, negli studi Victorine di avenue Édouard Grinda, n 16.

## Remake e opere collegate
Ne esiste una versione a fumetti in Films in anteprima (anno I, n. 2, 1947)
Il film ha un remake: L'insolito caso di Mr. Hire (Monsieur Hire, 1989), regia di Patrice Leconte, con Michel Blanc e Sandrine Bonnaire.
Anche Barrio (Viela, ou Rua Semsol, 1947), regia di Ladislao Vajda, quasi contemporaneo a questo, è stato in parte ispirato dallo stesso romanzo di Simenon.